# Rina De Lorenzo
Pour les articles homonymes, voir Lorenzo.
Rina De Lorenzo, née le 15 décembre 1965 à Cosenza (Italie), est une enseignante et femme politique italienne.

## Biographie
Rina De Lorenzo naît le 15 décembre 1965 à Cosenza. Enseignante, elle dirige le syndicat national Guilde des enseignants (it).
Elle est élue députée Mouvement 5 étoiles (M5S) dans la circonscription Campanie 1 lors des élections générales de 2018.